# Lycoming R-680
Der Lycoming R-680 ist ein Neunzylinder-Sternmotor des US-amerikanischen Herstellers Lycoming, der zum Antrieb zahlreicher Leichtflugzeuge in den 1930er und 1940er Jahren eingesetzt wurde.

## Geschichte
Der R-680 entstand Anfang 1929, direkt nach der Übernahme von Lycoming durch die Auburn Automobile Company, einem Unternehmen des Industriellen Errett Lobban Cord. Lycoming hatte sich bis dahin auf Fahrzeugmotoren konzentriert. Der R-680 war der erste Flugmotor des Unternehmens. Das in seinen Konstruktionsmerkmalen konservativ ausgelegte Triebwerk zeichnete sich schnell durch außergewöhnliche Zuverlässigkeit aus. Die Leistung der verschiedenen Baustufen lag zwischen 200 PS (147 kW) und 285 PS (210 kW). Die Produktion wurde bis nach Ende des Zweiten Weltkriegs weitergeführt und erreichte über 26.000 gebaute Exemplare.

## Varianten
Die 1945 noch hergestellten Serienausführungen des Triebwerks konnten in zwei Gruppen eingeteilt werden: die R-680-E und die R-680-B4E-Serie. Beide Ausführungen stimmen in den wesentlichen Konstruktionsdetails überein, was eine weitgehende Austauschbarkeit der Motorteile gewährleistet. Die R-680-E Ausführung kann mit Verstell- oder Festpropellern ausgestattet werden, während der R-680-B4E als Ausführung für Schulflugzeuge, die einen vorneliegenden Abgassammlerring und Motorverkleidungen ohne Zylinder-Kühlluftführung besitzen, angeboten wurde.
| Kenngröße                      | Daten R-680-B4E | Daten R-680-E3A (E-Serie) |
| ------------------------------ | --- | --- |
| Hub                            | 114 mm | 114 mm |
| Bohrung                        | 117 mm | 117 mm |
| Hubraum                        | 11,15 l (680,4 Kubikzoll) | 11,15 l (680,4 Kubikzoll) |
| Verdichtung                    | 5,5:1 | 7:1 |
| Ventile                        | pro Zylinder je ein Einlass- und Auslassventil aus Wolframstahl Einlassventil massiv, Auslassventil mit Hohlschaft (zur besseren Kühlung mit Natrium gefüllt) | pro Zylinder je ein Einlass- und Auslassventil aus Wolframstahl Einlassventil massiv, Auslassventil mit Hohlschaft (zur besseren Kühlung mit Natrium gefüllt) |
| Durchmesser ü. a.              | 1105 mm | 1105 mm |
| Länge ü. a.                    | 941 mm | 941 mm |
| Untersetzung Motor-Propeller   | direkt (Drehrichtung gegen den Uhrzeigersinn) | direkt (Drehrichtung gegen den Uhrzeigersinn) |
| Masse (trocken)                | 223,5 kg | 233,9 kg |
| Oktanzahl                      | 73 | 87 |
| Dauerleistung (auf Meereshöhe) | 225 PS bei 2100 min−1 | 285 PS bei 2200 min−1 |